# Hylophylax
Hylophylax là một chi chim trong họ Thamnophilidae.